# La lite tra il cielo e la terra
La lite tra il cielo e la terra è un mito delle origini dei Dogon del Mali, che vuole spiegare come ebbe origine il mondo. Quindi si tratta di una storia sacra trasmessa per via orale utile anche per rinsaldare e unificare la comunità. Il mito ha la funzione primaria di descrivere come andarono i fatti all'origine della vita, quando da un caos primordiale si diffuse la vita degli esseri viventi.

## Trama
In base alla narrazione mitologica, un giorno vi fu una disputa fra il cielo e la terra e quest'ultima sosteneva di essere più antica del cielo. 
 Il sommo Dio Amma fu scontento di questa disputa e fece abbattere il cielo sulla terra, e questo fatto che ebbe conseguenze devastanti per animali, uomini e vegetali, accadde in tutte le sette terre sovrapposte che costituiscono il cosmo della mitologia Dagon. 

Tra gli uomini si salvarono i visionari kumogu che avevano fatto in tempo a trasformarsi in rettili ed i geni Yéban, antenati degli esseri umani. 

Finalmente la terra ammise la superiorità del cielo e la normalità delle cose fu ripristinata ed il cielo risalì sopra la terra però ad una distanza molto piccola tanto è vero che le donne potevano raccogliere le stelle per donarle ai bambini. Il cielo troppo basso però intralciava le donne nei loro lavori quotidiani e quindi un giorno una vecchia lo mise, grazie alla spinta del suo bastone, alla posizione che occupa attualmente e così il mondo andò avanti.